# Chitimachas
 (avril 2017).
Si vous disposez d'ouvrages ou d'articles de référence ou si vous connaissez des sites web de qualité traitant du thème abordé ici, merci de compléter l'article en donnant les références utiles à sa vérifiabilité et en les liant à la section « Notes et références ».

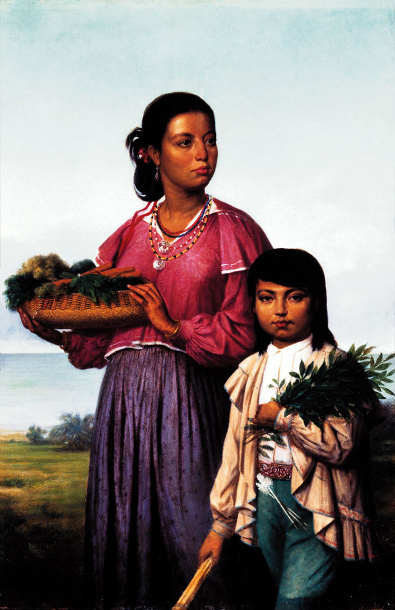
Portrait de deux Chitimachas par François Bernard, 1870.

Les Chitimachas sont une tribu autochtone d'Amérique du Nord vivant en Louisiane, principalement dans la paroisse de Sainte-Marie. Ils sont actuellement environ 1300.

## Histoire
Les Chitimachas sont originaires de l'est du Texas. Ils ont ensuite migré dans la zone de Natchez, avant de s'établir dans leur patrie historique, la côte sud de la Louisiane française, où ils vécurent pendant 2 500 ans. À la fin des années 1600, ils entrèrent en contact avec les Français, qui lançaient des raids sur leur territoire à la recherche d'esclaves. Lorsque la paix fut rétablie, en 1718, la population avait décliné de manière radicale, à cause de la guerre et des épidémies, et les survivants furent déplacés vers le Nord.
Cent ans plus tard, l'arrivée de réfugiés acadiens sur leurs terres fit encore décroître la population chitimacha. On impute cette baisse au mariage hors de la tribu et à l'acculturation, en particulier l'introduction du catholicisme, ainsi qu'au vol des terres par les nouveaux colons. En 1917, les dirigeants tribaux cédèrent ce qui restait du territoire chitimacha au gouvernement des États-Unis en échange de la création d'une réserve indienne située à Charenton, aux confins du bassin d'Atchafalaya.
Vers 1930, il restait 51 Chitimachas. Cependant, ce nombre n'a pas cessé d'augmenter depuis, et le gouvernement a recensé récemment 720 Chitimachas. Environ 200 vivent encore sur la réserve de la paroisse de Sainte-Marie, où se situe l'école du Bureau des affaires indiennes. Le Conseil est en cours de négociations avec les États-Unis pour obtenir une compensation pour les expropriations passées.
En 1987, fut créé le parc d'État du lac Fausse Pointe  qui s'étend sur une partie de leur territoire.